# Poetic Justice
Poetic Justice är en amerikansk romantisk dramafilm från 1993 i regi av John Singleton. De fyra huvudrollerna spelas av Janet Jackson, Tupac Shakur, Regina King och Joe Torry.

## Handling
Justice (Janet Jackson) är en ung kvinnlig poet som bor i South Central, Los Angeles. Hennes pojkvän blir ihjälskjuten, och hon blir djupt deprimerad. Kort därefter möter hon en postkontorskontorist och ensamstående pappa som heter Lucky (Tupac Shakur). Tillsammans med honom och paret Iesha (Regina King) och Chicago (Joe Torry) ger de sig iväg på en strapatsrik resa till Oakland. Justice finner med tiden en ny mening med livet.